# Jacques Santer

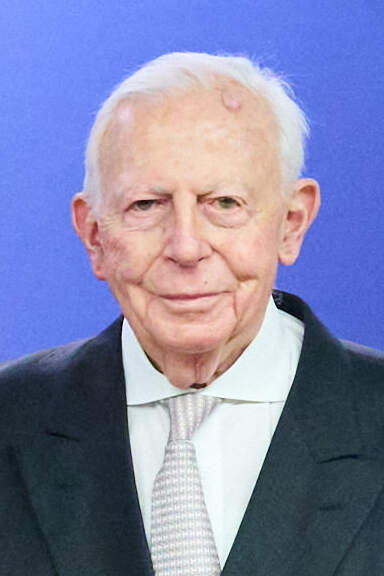
Jacques Santer (2024)

Jacques Santer (* 18. Mai 1937 in Wasserbillig) ist ein luxemburgischer Politiker der Christlich Sozialen Volkspartei (CSV) sowie Ehrenstaatsminister Luxemburgs. Er hat zahlreiche politische Ämter in Luxemburg innegehabt sowie mehrere internationale Ämter. Unter anderem war er von 1995 bis 1999 Präsident der Europäischen Kommission (siehe Kommission Santer).

## Luxemburgische Politik
Bei einer Regierungsumbildung am 19. September 1972 wurde Jacques Santer als Staatssekretär in die Regierung Werner-Schaus II berufen. Diese wurde nach der Kammerwahl 1974 am 15. Juni 1974 von der Regierung Thorn-Vouel-Berg abgelöst. Santer wurde 1974 Parteivorsitzender der CSV und übte dieses Amt bis 1982 aus. Nach der Kammerwahl 1979 konstituierte sich am 16. Juli 1979 die Regierung Werner-Thorn-Flesch; Santer wurde Finanz-, Arbeits- und Sozialminister. Nach der Kammerwahl 1984 amtierte vom 20. Juli 1984 bis zum 14. Juli 1989 die Regierung Santer-Poos I; Santer war Premierminister, Finanzminister und Staatsminister. Bis zum 13. Juli 1994 amtierte die Regierung Santer-Poos II. Santer war Premierminister, Kulturminister (bis zum Januar 1995) und Staatsminister. Nach der Kammerwahl 1994 wurde die seit 1984 bestehende Koalition aus CSV und LSAP fortgesetzt; Santer blieb Ministerpräsident. Als Santer im Januar 1995 Präsident der Europäischen Kommission wurde, wurde Jean-Claude Juncker sein Nachfolger als Ministerpräsident.

## Internationale Ämter
Von 1984 bis 1989 war Santer Mitglied des Gouverneursrats der Weltbank und von 1991 bis 1994 Gouverneur des Internationalen Währungsfonds.

## Ämter in der Europäischen Union
Santer wurde am 23. Januar 1995 Präsident der Europäischen Kommission. Ein Bericht über Korruptionsfälle, der einige EU-Kommissare betraf, führte am 15. März 1999 zum Rücktritt der eigentlich bis September ernannten gesamten Kommission Santer; ihr folgte die Kommission Marín nach.
Von 1975 bis 1979 war er Mitglied des Europäischen Parlaments und auch dessen Vizepräsident. 1999 wurde er erneut Mitglied des Europäischen Parlaments und 2002 Mitglied des Europäischen Konvents. Beides hatte er bis 2004 inne; seitdem ist er Mitglied des Verwaltungsrates der RTL Group.